# María Conchita Alonso
María Concepción Alonso Bustillo (Cienfuegos, 29 de junio de 1955), conocida por su nombre artístico María Conchita Alonso, es una cantante, actriz, modelo, exreina de belleza y filántropa cubanovenezolana. Posee la nacionalidad estadounidense desde el año 2007.
A lo largo de su carrera participó en múltiples producciones tanto en cine como en televisión y ha sido nominada al Independent Spirit Award como Mejor actriz protagonista en el año 1996 por su papel en Caught. Como cantante recibió varios discos de oro y de platino, y ha sido nominada en tres ocasiones a los premios Grammy.
Ha sido la primera actriz hispanoamericana no nacida en los Estados Unidos en protagonizar una obra musical en Broadway, El beso de la Mujer Araña, en el Broadhurst Theatre, en 1995.

## Primeros años e inicios artísticos
María Conchita Alonso nació en el Sanatorio de la Colonia Española, en Cienfuegos, Cuba, fue la hija menor del matrimonio formado por Ricardo Alonso y María Concepción «Conchita» Bustillo. Su familia es de ascendencia española, de Asturias, Valladolid y Madrid. Tiene dos hermanos mayores, Ricardo y Roberto. A los cinco años de edad la familia Alonso-Bustillo salió de Cuba, instalándose en Caracas, Venezuela.
Cursó sus estudios primarios en el Colegio La Consolación en Caracas, la secundaria en Deer Park, en el estado de Washington, en el Colegio Americano de Baruta en Caracas y finalmente en un internado en Suiza.
Se inició en el mundo del espectáculo a través de los concursos de belleza. Obtuvo el título de «Miss Princesita de Venezuela 1971», y más tarde el de «Miss Princesita del Mundo 1971» (Miss Teenager of the World 1971), en Lisboa, Portugal.
Posteriormente, representó al Distrito Federal en el Miss Venezuela 1975, celebrado en el Poliedro de Caracas el 9 de mayo de 1975, figuró como primera finalista (Miss Venezuela Mundo). María Conchita asistió al concurso Miss Mundo 1975, celebrado en el Royal Albert Hall de Londres, Reino Unido, el 20 de noviembre de 1975, clasificando entre las siete finalistas.
Al regresar a Venezuela, comenzó una carrera como modelo, debutando en televisión como animadora del programa Cuéntame ese chiste de RCTV en 1977, iniciando a continuación su carrera como actriz, con papeles de reparto en telenovelas como Mabel Valdez, Periodista, Estefanía y Natalia de 8 a 9. Pasó luego a ser ya la protagonista en series como Claudia, Marielena, Luz Marina y Angelito, entre otras.

## Carrera cinematográfica
En 1982, decidió trasladarse a los Estados Unidos, con la intención de abrirse camino en la meca del cine, y comenzó a tomar clases de danza, canto y de actuación en el Instituto de Teatro y Cine Lee Strasberg en Los Ángeles. Sus primeros papeles fueron como actriz invitada en series de televisión como La isla de la fantasía y Knight Rider, ambos en 1982. Su primera aparición cinematográfica en Hollywood, fue en la cinta de Abel Ferrara, Fear City (1984), y su debut protagónico fue ese mismo año, junto a Robin Williams, en la película del director Paul Mazursky, Un ruso en Nueva York (1984).

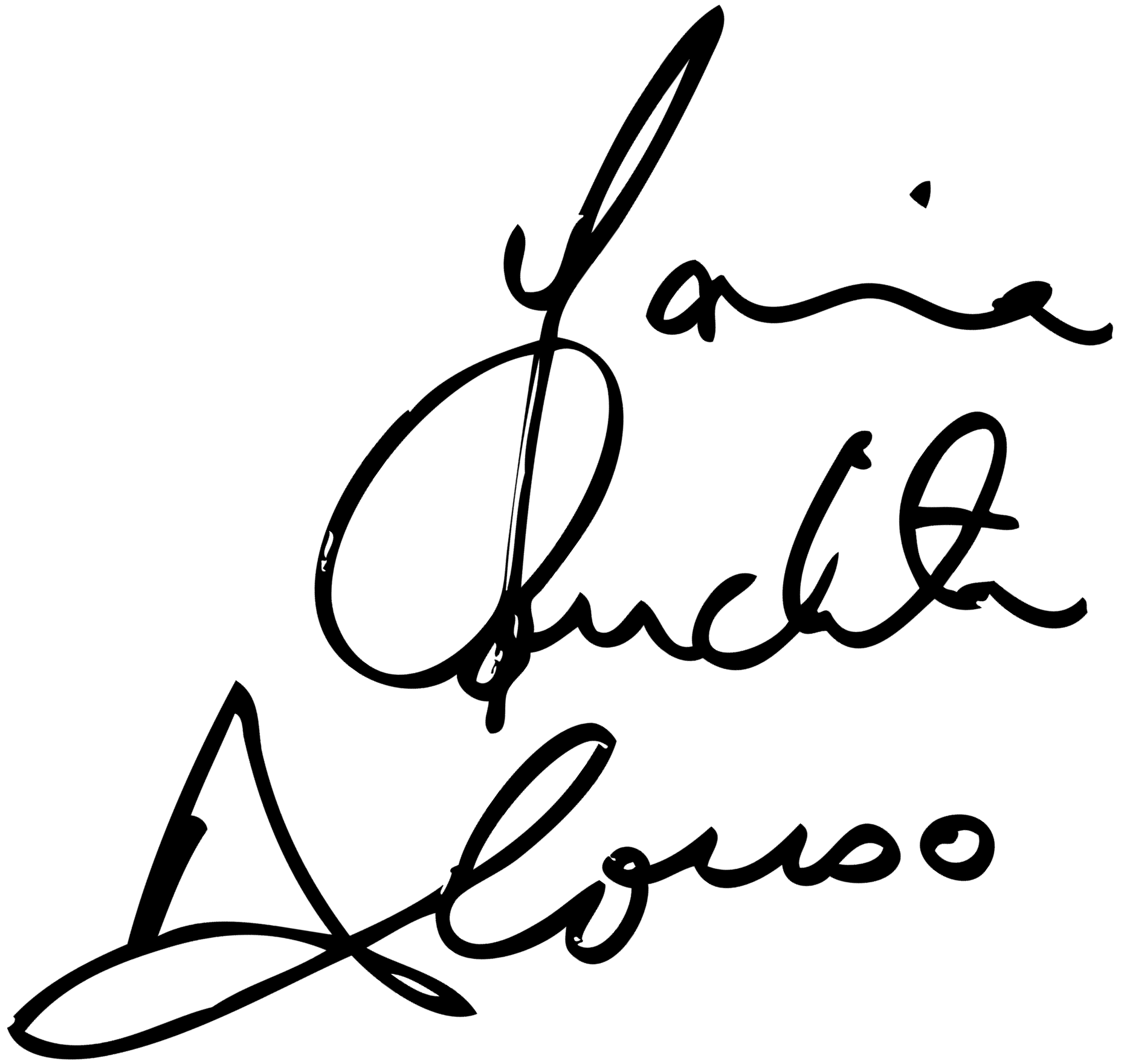
Firma de María Conchita

A partir de ese momento, comenzó a desarrollar una carrera cinematográfica en la que destacan títulos como Dale y vete (1986), junto a Michael Keaton; El gran enredo (1986), dirigida por Blake Edwards; Traición sin límites (1987), de Walter Hill, con Nick Nolte; The Running Man (1987), con Arnold Schwarzenegger, Colors (1988), con Sean Penn y Robert Duvall, dirigida por Dennis Hopper; Con el corazón en la mano (1988), de Mauricio Wallerstein (una de las diez películas más taquilleras en la historia del cine venezolano),Vampire's Kiss (1989), con Nicolas Cage; Depredador 2 (1990) y La casa de los espíritus (1993), de Bille August, con Jeremy Irons.
También son destacables sus trabajos dentro del cine independiente, en títulos como Gallos de pelea (1993) y Caught (1996), ambas del director Robert M. Young y con el actor Edward James Olmos. Por su interpretación en esta última, obtuvo una nominación al Independent Spirit Award como Mejor actriz protagonista en 1996; English as a Second Language (2005), American Playboy (2009), con Ashton Kutcher; ¿Y dónde están los hombres? (2011), con Eva Longoria y Christian Slater; The Lords of Salem (2012), del director Rob Zombie; Return to Babylon (2013), película muda rodada en blanco y negro, donde también ejerció como productora; Off the Menu (2018) y ¡He matado a mi marido! (2018), película presentada en varios festivales internacionales.
De igual forma cuenta con numerosas participaciones en películas y miniseries para televisión, entre las que destacan: Il Cugino Americano (1986), One of the Boys (1989), Teamster Boss, The Jackie Presser Story (1992), Texas (1994), Alejandra (1994), que fue su vuelta a las telenovelas después de más de 10 años, Sudden Terror, The Hijacking of School Bus 17 (1996), Robert Altman's Gun (1997), My Husband's Secret Life (1998), película por la que recibió el Alma Award como mejor actriz en una miniserie o película para televisión en 1999; High Noon (2000), KingPin (2003), Maneater (2009), El Señor de los Cielos (2018), la serie de Netflix The I-Land (2019), y en el episodio Good Boy (2020) de la serie de Hulu,  Into the Dark, así como apariciones como actriz invitada en series como Chicago Hope (1997), The Nanny (1998), Tocados por un ángel (1999), CSI: Miami (2004), Mujeres desesperadas (2006) y en su versión en español, Amas de casa desesperadas (2008).[cita requerida]

## Carrera musical
Sus inicios en el campo musical fueron de la mano del compositor Rudy La Scala, con el apodo de Ámbar, lanzando dos álbumes con la discográfica Polydor, el primero Love Maniac (1979), por el que obtuvo su primer disco de oro, y el segundo The Witch (1980), ambos en inglés y dentro del género de música disco.
Comenzó después a grabar en español, lanzando en 1984 su álbum de título María Conchita, con el sello A&M Records y bajo la producción de Juan Carlos Calderón, y con la colaboración de músicos como Herb Alpert, incluidos temas como «Acaríciame», «Noche de copas», «La loca» y «Entre la espada y la pared», que la catapultaron al estrellato en toda Hispanoamérica. Con este disco, obtuvo su primera nominación para el Premio Grammy a la Mejor Interpretación de Pop Latino en la 27°. edición anual de los Premios Grammy.
A este le siguieron los álbumes: O ella, o yo (1985), también producido por Juan Carlos Calderón,con temas como «Tú eres el hombre», «O ella, o yo», «Dueño de mi cuerpo», «Tómame o déjame», Mírame (1987) con Polygram Latino, producido por K.C. Porter, José Luis Quintana y por la propia María Conchita, incluyendo temas como «Y es que llegaste tú», «Lluvia de amor» y «Otra mentira más», consiguiendo su segunda nominación al Premio Grammy a la Mejor Interpretación de Pop Latino en la 30 edición anual de los premios Grammy.
Seguirían otros álbumes como Hazme sentir (1990), con temas como «Soy el amor», «El tonto aquel» o la canción que daba título al disco, En vivo, México (1991), grabado en directo en la sala El Patio de la Ciudad de México, recopilación de sus mayores éxitos; «Imagíname» (1993), tercera nominación al Premio Grammy a la Mejor Interpretación de Pop Latino, en la 36 edición anual de los premios Grammy; Alejandra (1994), disco de boleros con la colaboración de Armando Manzanero, con temas como «Piel y seda», «Embustero» y «Somos novios», banda sonora de la telenovela del mismo título.
Otros sencillos lanzados con posterioridad incluyen los temas «Enamorada de ti» de su disco Hoy y siempre (1997), «Soy» y «Mujer seducida»de su EP Soy (2006), «Shake it Out» (2016) y «Lléname de ti» (2020). Aparte está su participación en el álbum de Grandiosas, en Vivo desde México (2014), correspondiente a la gira de conciertos realizadas bajo este concepto musical que reunió  a grandes intérpretes femeninas de Latinoamérica de la década de 1980, y grabado en el Auditorio Nacional de la Ciudad de México.
Además, ha participado en la banda sonora de varias películas como Scarface (1983), con la canción «Vamos a bailar» en colaboración con Giorgio Moroder, compuesta por María Conchita, en Un Ruso en Nueva York (1984), con el tema de composición propia «Sueños»; Traición sin límites (1987), MacShayne, Jugada final' (1994), Caught (1996), El Grito en el Cielo (1998), Americano (2005) y ¡He Matado a mi Marido! (2018), donde interpreta el tema principal «Ya no más».
De igual forma, formó parte del Proyecto Hermanos junto a los más importantes cantantes en español del momento, en la grabación del tema «Cantaré, cantarás» (1985), respuesta en castellano del «We Are the World», para recaudar fondos de ayuda a las políticas de Unicef en América.
Como cantante, ha realizado multitud de giras musicales, tanto en su Venezuela natal, donde su primera gira, Ámbar es María Conchita, que comenzó en el Teatro La Campiña de Caracas en diciembre de 1979, y luego continuó por todo el país, fue un éxito sin precedentes, como posteriormente en el resto de países de Hispanoamérica y los Estados Unidos, actuando en recintos como el Auditorio Nacional de la Ciudad de México. Ha participado también en varios festivales musicales, como el Festival Yamaha Music, en Tokio en 1981, el Festival de Viña del Mar de 1985, donde fue elegida Reina del Festival o el Festival de Acapulco en su primera edición en 1991.

## Otros proyectos

### Teatro y Broadway
También han sido notables sus apariciones en los escenarios teatrales, donde debutó con la obra Cuidado con el de los cuernos (1980), de Sigfrido Blasco y Adrián Ortega, en el Teatro Santa Sofía de Caracas, y Los japoneses no esperan (1980), de Ricardo Talesnik, en el Teatro Las Palmas de Caracas. Su siguiente aparición sobre los escenarios teatrales, fue en 1995, interpretando el papel de Aurora / Mujer Araña, en la obra musical El beso de la mujer araña, en el Broadhurst Theatre de Broadway, Nueva York, bajo la dirección de Harold Prince y con coreografía de Rob Marshall, basado en la novela de Manuel Puig.
Ha participado en varias producciones de la obra Los monólogos de la vagina, de Eve Ensler, tanto en inglés, con representaciones en el Cannon Theatre de Beverly Hills (marzo de 2001), en el Teatro Jackie Gleason de Miami, Florida (marzo de 2002), UCSB Santa Bárbara (California) (abril de 2002), como en español, en el Teatro Trail de Miami (marzo de 2011), en el Museo del Barrio, Nueva York (septiembre de 2011). En julio de 2001, bajo la dirección de Manuel Mendoza, representó la obra Antidivas, especialmente escrita para ella en la Casa del Artista, en Caracas, Venezuela.  En junio de 2002, participó en una nueva adaptación de la obra de Neil Simon, Oscar and Felix, a New Look at the Odd Couple, en el Geffen Playhouse en Westwood, California.
En septiembre de 2010, formó parte de la versión realizada en el Geffen Playhouse de Los Ángeles de la obra original de Nora y Elia Ephron, Love, Loss and What I Wore.

### Televisión, moda y publicidad
Aparte de la actuación y la música, también ha realizado varias incursiones como conductora y animadora de televisión. Desde su debut en RCTV en 1977, ha trabajado en diversos espacios televisivos, como Sábado Sensacional, de Venevisión, en 1983; Picante, en 1992, en TV Azteca de México, donde aparte de presentar y actuar, era productora; el especial Al ritmo de la noche, en TVE, en 1994; el noticiero diario Al Día con María Conchita, para Telemundo, en 1998, y el concurso Viva Hollywood, para el canal VH1, en el 2008.
Como modelo, ha participado en importantes campañas de publicidad para marcas como Ron Bacardí, Kellog's, su propia marca de champú Ambarelle, de la marca de gafas de sol Ray-Ban, de jabón Lux, de pantalones FU'S, de champús H&S y de la marca de joyas VNG JEWELRY, entre otras.

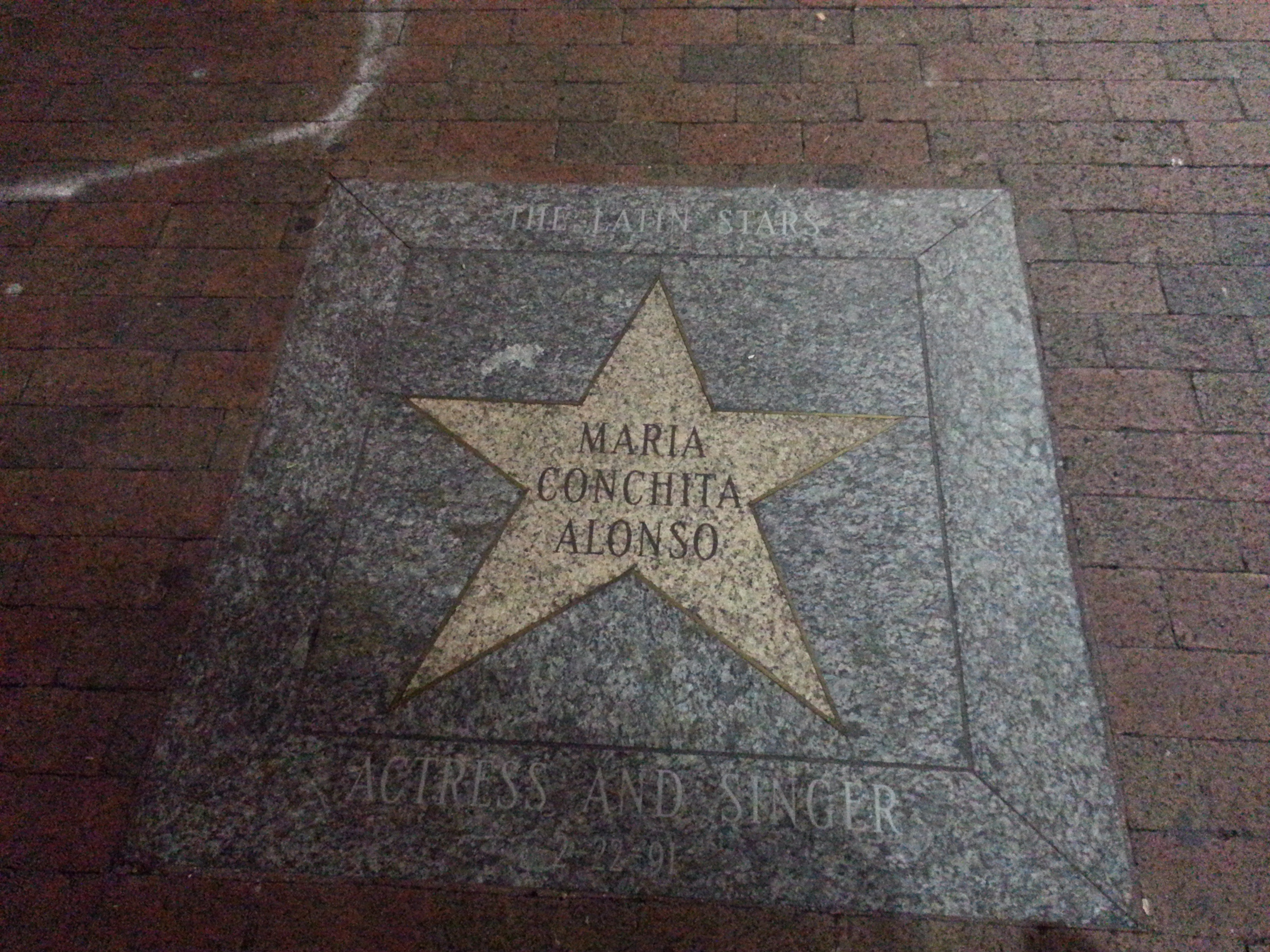
Calle Ocho Walk of Fame

## Filantropía y activismo político

### Activismo político
Alonso, como exiliada cubana, es una férrea opositora al régimen castrista de Cuba. De Igual forma, ha manifestado su oposición a los gobiernos de Hugo Chávez y de Nicolás Maduro, y su apoyo a los estudiantes venezolanos en su lucha contra el gobierno, y llegó a presentar una moción en el Congreso de los Estados Unidos, solicitando sanciones contra el régimen venezolano, y apoyo para los estudiantes y opositores venezolanos en sus reivindicaciones. Como represalia, el gobierno venezolano inició un proceso legal para revocarle la nacionalidad venezolana en 2014.
En la campaña de las presidenciales de 2008, mostró su apoyo al candidato republicano John McCain.

### Activismo social y compromiso con los derechos de los animales
Desde los años 1980, María Conchita es una abanderada en la defensa de los derechos LGBT y de la lucha contra el sida, siendo en la telenovela Alejandra (1994), de la que era protagonista, la primera telenovela en la que se abordaba esta problemática.[cita requerida]
Igualmente, como amante de los animales, ha trabajado con muchos grupos de protección animal en todo el mundo, hasta que finalmente ha creado con este fin la organización sin ánimo de lucro Vee Fauna, con el objetivo de recaudar fondos para asociaciones de ayuda a animales, ancianos y enfermos de VIH en Venezuela, a través de varios eventos como el de "Casino Night", realizado desde 2018 en Los Ángeles y Miami.

## Vida privada
A pesar de haber estado comprometida en varias ocasiones, nunca se casó. Le gusta escribir, también el motociclismo, el esquí alpino y el esquí acuático.[cita requerida]
Habla cuatro idiomas: español, inglés, francés e italiano.[cita requerida]

## Filmografía
| Año  | Filme                                          | Papel                        | Notas                                                               |
| ---- | ---------------------------------------------- | ---------------------------- | ------------------------------------------------------------------- |
| 1977 | Cuéntame ese chiste                            |                              | Programa                                                            |
| 1978 | Savana – Sesso e diamanti                      | Margaret Johnson             | Película italiana                                                   |
| 1979 | Solón                                          |                              |                                                                     |
| 1979 | Estefanía                                      | Silvana Cataldo              | Telenovela                                                          |
| 1979 | Mabel Valdez, periodista                       |                              | Telenovela                                                          |
| 1980 | Natalia de 8 a 9                               | Mariana Brito                | Telenovela                                                          |
| 1980 | Mi hijo Gabriel                                | —                            | Telenovela                                                          |
| 1980 | El esposo de Anaís                             | Vanessa                      | Telenovela                                                          |
| 1980 | Claudia                                        | Claudia                      | Telenovela                                                          |
| 1981 | Marielena                                      | Marielena                    | Telenovela                                                          |
| 1981 | Angelito                                       | —                            | Telenovela                                                          |
| 1981 | Luz Marina                                     | Luz Marina                   | Telenovela                                                          |
| 1982 | La isla de la fantasía                         | Chica francesa               | 1 episodio                                                          |
| 1982 | Knight Rider                                   | Marie Elena Casafranca       | 1 episodio; acreditada como María Conchita                          |
| 1983 | Nacho                                          | Ella misma                   | Telenovela                                                          |
| 1984 | Moscow on the Hudson                           | Lucía Lombardo               |                                                                     |
| 1984 | Fear City                                      | Silver                       | como María Conchita                                                 |
| 1986 | A Fine Mess                                    | Claudia Pazzo                | también conocida como: Blake Edwards' A Fine Mess (título original) |
| 1986 | Touch and Go                                   | Denise DeLeon                |                                                                     |
| 1987 | Il cugino americano                            | Caterina Ammirati            | también conocida como: Blood Ties                                   |
| 1987 | Traición sin límites                           | Sarita Cisneros              |                                                                     |
| 1987 | The Running Man                                | Amber Méndez                 |                                                                     |
| 1988 | Con el Corazón en la Mano                      | —                            |                                                                     |
| 1988 | Colors                                         | Louisa Gómez                 |                                                                     |
| 1989 | One of the Boys                                | María Conchita Navarro       | 6 episodios                                                         |
| 1989 | Vampire's Kiss                                 | Alva Restrepo                |                                                                     |
| 1990 | Predator 2                                     | Leona Cantrell               |                                                                     |
| 1991 | Cuerpos clandestinos                           | Claudia                      | Unitario (en Venezuela es un largometraje para TV)                  |
| 1991 | McBain                                         | Christina                    |                                                                     |
| 1992 | Teamster Boss: The Jackie Presser Story        | Carmen                       | también conocida como: Power Play: The Jackie Presser Story         |
| 1993 | Roosters                                       | Chata                        |                                                                     |
| 1993 | The House of the Spirits                       | Tránsito Soto                |                                                                     |
| 1994 | Alejandra                                      | Alejandra Martínez           | Telenovela                                                          |
| 1994 | Texas                                          | Lucía                        | también conocida como: James A. Michener's Texas                    |
| 1994 | MacShayne: The Final Roll of the Dice (TV)     | Cindy Evans                  |                                                                     |
| 1996 | Caught                                         | Betty                        | también conocida como: Atrapados                                    |
| 1996 | For Which He Stands                            | Theresa Rochetti             |                                                                     |
| 1996 | Sudden Terror: The Hijacking of School Bus #17 | Marta Caldwell               |                                                                     |
| 1997 | Women: Stories of Passion                      | Sophia                       | 1 episodio                                                          |
| 1997 | Chicago Hope                                   | Emma Scull                   | 2 episodios                                                         |
| 1997 | Robert Altman's Gun                            | Marti                        | 1 episodio                                                          |
| 1997 | Catherine's Grove                              | Charley Vasquez              |                                                                     |
| 1997 | F/X: The Series                                | Elena Serrano                | 2 episodio                                                          |
| 1997 | Acts of Betrayal                               | Eva Ramírez                  |                                                                     |
| 1998 | Exposé                                         | Nancy Drake                  | también conocida como: Footsteps                                    |
| 1998 | Blackheart                                     | Annette                      |                                                                     |
| 1998 | The Nanny                                      | Concepción Sheffield         | 1 episodio                                                          |
| 1998 | The Outer Limits                               | Marie Alexander              | Episodio: "The Vaccine"                                             |
| 1998 | El Grito en el cielo                           | Miranda Vega                 |                                                                     |
| 1998 | My Husband's Secret Life                       | Toni Diaz                    |                                                                     |
| 1999 | Touched by an Angel                            | Dra. Sandra Pena             | 1 episodio                                                          |
| 1999 | Dillinger in Paradise                          | Lola                         |                                                                     |
| 2000 | Chain of Command                               | Vicepresidenta Gloria Valdez |                                                                     |
| 2000 | Knockout                                       | Carmen Alvarado              |                                                                     |
| 2000 | A Vision of Murder: The Story of Donielle (TV) | Gloria                       |                                                                     |
| 2000 | Best Actress (TV                               | Maria Katarina Caldone       |                                                                     |
| 2000 | High Noon (TV)                                 | Helen Ramirez                |                                                                     |
| 2000 | Twice in a Lifetime                            | Kat Lopez                    | 1 episodio                                                          |
| 2000 | The Princess & the Barrio Boy (TV)             | Minerva Rojas                | también conocida como: She's in Love (UK)                           |
| 2001 | The Code conspiracy                            | Rachel                       |                                                                     |
| 2001 | Resurrection Blvd.                             | Julia Hernandez              | 3 episodios                                                         |
| 2001 | Birth of Babylon                               | Lupe Vélez                   |                                                                     |
| 2002 | Blind Heat                                     | Adrianna Scott               |                                                                     |
| 2002 | Robbery Homicide Division                      | Claudia                      | 1 episodio                                                          |
| 2003 | The Company You Keep                           | Vera                         |                                                                     |
| 2003 | Kingpin                                        | Ariela                       | Serie de TV                                                         |
| 2003 | Heart of America                               | Srta. Jones                  |                                                                     |
| 2003 | Chasing Papi                                   | Maria                        |                                                                     |
| 2003 | Newton's Law                                   | —                            |                                                                     |
| 2004 | CSI: Miami                                     | Marisela Gonzalez            | Episodio: Blood Moon                                                |
| 2005 | English as a Second Language                   | Consuelo Sara                |                                                                     |
| 2005 | La Academia USA                                | Jueza                        |                                                                     |
| 2005 | Smoke                                          | Aurora Ávila                 |                                                                     |
| 2006 | Etapa”                                         | Maestra                      |                                                                     |
| 2006 | Desperate Housewives                           | Lucía Márquez                | 1 episodio                                                          |
| 2006 | Material Girls                                 | Inez                         |                                                                     |
| 2007 | El muerto                                      | Hermana Rosa                 |                                                                     |
| 2007 | The Condor (V)                                 | Srta. Valdez (voz)           |                                                                     |
| 2007 | Saints & Sinners                               | Diana Martin                 | 62 episodios                                                        |
| 2008 | Richard III                                    | Reina Isabel                 |                                                                     |
| 2008 | Tranced                                        | Libra                        |                                                                     |
| 2008 | The Art of Travel                              | Srta. Layne                  |                                                                     |
| 2008 | The Red Canvas                                 | Maria Sanchez                |                                                                     |
| 2008 | Dos minutos de odio                            | —                            |                                                                     |
| 2008 | Des-Autorizado                                 | —                            |                                                                     |
| 2009 | Maneater                                       | Alejandra Alpert             | 2 episodios                                                         |
| 2009 | Dark Moon Rising                               | Sheriff Sam.                 |                                                                     |
| 2009 | Spread                                         | Ingrid                       |                                                                     |
| 2012 | The Lords of Salem                             | Alice Matthias               |                                                                     |
| 2014 | Return to Babylon                              | Lupe Vélez                   |                                                                     |
| 2016 | November Rule                                  | Srta Luisa                   |                                                                     |
| 2017 | Kill 'Em All                                   | Agente del FBI Sanders       |                                                                     |
| 2018 | Off the Menu                                   | Cordelia Torres              |                                                                     |
| 2018 | El Señor de los Cielos                         | Nora Requena                 |                                                                     |
| 2019 | ¡He matado a mi marido!                        | Remedios                     |                                                                     |
| 2019 | The I-Land                                     | Srta. Chase                  | Miniserie                                                           |
| 2019 | Into the Dark                                  | Bea                          | Episode: Good Boy                                                   |
| —    | Take Me to Tarzana                             | Juanita                      | Posproducción                                                       |

## Discografía
| Álbumes de estudio - 1979: A'MBAR Love Maniac - 1980: A'MBAR The Witch - 1982: Dangerous Rhythm - 1983: Te Amo/I Love You - 1984: María Conchita - 1985: O ella, o yo - 1987: Mírame - 1990: Hazme sentir - 1992: Imagíname - 1994: Boleros (Alejandra) - 2016: Amor De Madrugada - 2020: Lléname de ti | Álbumes en vivo - 1992: En Vivo en México Compilaciones - 1986: Lo mejor de - 1989: Grandes éxitos - 1991: Súper hits - 1994: De colección - 1997: Hoy y siempre - 2000: Lo mejor de María Conchita Alonso - 2005: La más completa colección - 2006: Grandes éxitos/Greatest hits - 2012: 16 Éxitos de oro - 2017: Reina Eterna |